# Karl Wallenda
Karl Wallenda (Magdeburgo, 21 de enero de 1905-San Juan, Puerto Rico, 22 de marzo de 1978) fue un acróbata y funámbulo alemán.

## Trayectoria
Era hijo de Engelbert Wallenda y Kunigunde Jameson, descendiente de una familia de origen austrohúngaro dedicada desde hacía décadas al mundo del circo, que había dado acróbatas, malabaristas y domadores. Aun así, de joven trabajó en una mina de carbón, durante la Primera Guerra Mundial. A los dieciséis años respondió a un anuncio por el que buscaban artistas de circo e inició su carrera sobre el alambre.

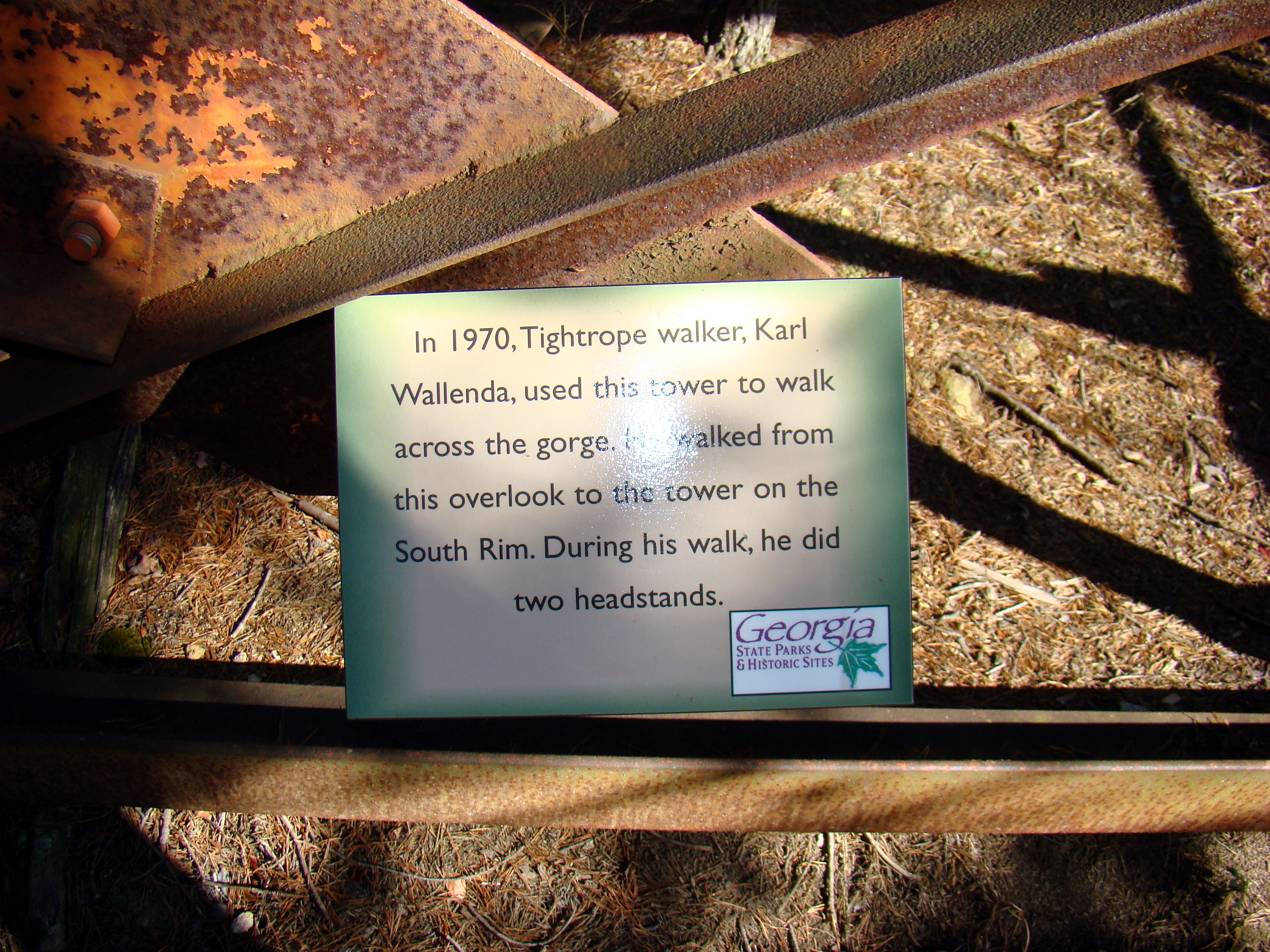
Placa conmemorativa en el lugar que cruzó Karl Wallenda en el parque Tallulah Gorge (Georgia)

Fue el fundador de la troupe The Flying Wallendas —con su hermano Hermann, su esposa Helen Kreis y Joseph Geiger—, que fue la primera en realizar funambulismo en grupo, siempre con dos señas distintivas: riesgo y espectacularidad. Su primera actuación fue en Milán en 1922. Poco después, se encontraban actuando en Cuba cuando fueron contratados por el Ringling Brothers and Barnum & Bailey Circus, donde actuaron hasta 1946. Realizaban sobre el cable torres humanas, a pie o en bicicleta.
Uno de sus mayores hitos fue conseguir una pirámide de 4 personas, en la que dos hombres sentados en bicicletas sobre una cuerda floja sostenían una barra sobre la cual Wallenda se balanceaba en una silla mientras su esposa se apoyaba sobre sus hombros. Posteriormente ampliaron la hazaña a contar con 7 personas, espectáculo que realizaron hasta 1962, cuando durante una actuación en Detroit, sufrieron una caída en la falleció uno de los miembros, Richard Faughnan, su hijo adoptivo, Mario Wallenda, quedó parapléjico, y Wallenda resultó con una fractura de pelvis. Al año siguiente murió también por una caída su cuñada, Rietta.
En 1970, con 65 años, atravesó el desfiladero del parque Tallulah Gorge de Georgia, a 225 metros de altura.Años más tarde, en 1974, a los 69 años, estableció un récord mundial de distancia de caminata sobre un alambre de 550 metros de largo en Kings Island, récord que se mantuvo hasta el 4 de julio de 2008, cuando su bisnieto, Nikolas Wallenda, completó la caminata en el mismo lugar a una distancia de 610 metros.

## Muerte
Murió de manera fulminante, en 1978, a los 73 años a causa de una caída durante una actuación en San Juan de Puerto Rico, en la que buscaba atravesar sobre el alambre, la distancia entre las dos torres del Hotel Conrad Condado Plaza. En la mitad del recorrido, perdió el equilibrio, intentó sujetarse a la cuerda sin éxito y cayó al suelo desde unos 37 metros de altura. Una investigación posterior reveló que una combinación de fuertes vientos y el hecho de que el cable no había sido asegurado adecuadamente fue lo que llevó a la trágica muerte de Wallenda.

## Reconocimientos
En 1976, se publicó el Wallenda. A Biography of Karl Wallenda, escrito por Ron Morris.En la película The Great Wallendas de 1978 del director Larry Elikann, fue representado por el actor Lloyd Bridges.
La familia Wallenda ha dado siete generaciones de artistas de circo. El miembro más destacado en el siglo XXI es su bisnieto Nikolas Wallenda, que ha logrado con éxito cruzar sobre una alambre las cataratas del Niágara y el Gran Cañón del Colorado, así como varios récords Guinness. En 2011, su bisnieto y su madre Delilah (nieta de Wallenda), recrearon la misma hazaña que intentó realizar Wallenda el día de su muerte en Puerto Rico, terminándola sin incindentes.
En 1988, la Troupe Wallenda liderada por Karl Wallenda fue admitida en el International Circus Hall of Fame, reconociendo la hazaña de realizar una pirámide de 7 personas en equilibrio sobre el alambre.Este galardón reconoce desde 1958 a los más importantes artistas de circo, músicos, promotores, periodistas y dueños de espectáculos circenses del mundo. Los nominados son analizados y escogidos por un jurado, el ganador se anuncia y celebra durante la semana del circo, en el mes de julio en el Peru Circus Winter Quarters, ubicado en Indiana.

## En la cultura popular
En 1983 se estrenó el documental italiano Dolce e selvaggio, dirigido por Antonio Climati y Mario Morra, en el que aparecen imágenes de Wallenda. El cortometraje de 2012, Wallenda, escrito y dirigido por VW Scheich, muestra el primer espectáculo de Wallenda en la década de 1920, que obtuvo el Golden Crescent Award del Charleston International Film Festival y el Cinebarre’s Best Short Film Award.

## El Efecto o Factor Wallenda
Las circunstancias de la caída en la que murió Wallenda, dio origen al «Efecto o Factor Wallenda», un concepto psicológico que explica como el temor al fracaso determina el resultado fallido de una acción, y que implica centrar toda los esfuerzos en no fallar por lo que, finalmente, se falla. Surgió tras analizar las declaraciones de su esposa tras su muerte, en la que explicaba que los meses previos a esta hazaña su obsesión estaba centrada en evitar una posible caída.